# Scaptomyza flava
Scaptomyza flava is een vliegensoort uit de familie van de fruitvliegen (Drosophilidae). De wetenschappelijke naam van de soort is voor het eerst geldig gepubliceerd in 1823 door Carl Fredrik Fallen.